# Jeff Toms
Jeff Toms, född 4 juni 1974 i Swift Current SK, Kanada, är en kanadensisk ishockeyspelare (center) som har spelat i NHL under åren 1995–2003 för Tampa Bay Lightning, Washington Capitals, New York Islanders, New York Rangers, Pittsburgh Penguins samt Florida Panthers. Sammanlagt har han spelat 236 matcher i NHL och gjort 22 mål, 33 assist och 55 poäng. 
Efter NHL-karriärens slut spelade Toms för kort Severstal Tjerepovets innan han gick över till schweiziska Nationalliga A där han spelat för klubbarna EHC Basel, HC Ambrì-Piotta, SC Langnau och Genève-Servette HC.
Toms har även spelat 15 landskamper för Kanada och 4 för Schweiz.